# Andriej Gaponow-Griechow
Andriej Wiktorowicz Gaponow-Griechow (ros. Андрей Викторович Гапонов-Грехов, ur. 7 czerwca 1926 w Moskwie, zm. 2 czerwca 2022 tamże) – rosyjski fizyk.

## Życiorys
Urodził się w rodzinie fizyków: Wiktora Gaponowa i Marii Griechowej. Jego brat Siergiej również został fizykiem. Od początku lat 30. wraz z rodzicami przeniósł się do miasta Gorki (obecnie Niżny Nowogród), gdzie w 1949 ukończył studia na Wydziale Radiofizycznym Uniwersytetu Gorkowskiego, a w 1952 aspiranturę. W 1954 obronił pracę dyplomową w Leningradzkim Instytucie Politechnicznym i został kandydatem nauk fizyczno-matematycznych, a w 1955 doktorem nauk fizyczno-matematycznych. Pracował w Naukowo-Badawczym Instytucie Radiofizycznym przy Uniwersytecie Gorkowskim jako starszy pracownik naukowy, od 1956 do 1966 kierował wydziałem Niżnonowogrodzkiego Instytutu Fizyczno-Technicznego (NIRFI) i był profesorem Niżnonowogrodzkiego Uniwersytetu Państwowego, 1966-1976 był zastępcą dyrektora NIRFI ds. pracy naukowej. 28 czerwca 1964 został członkiem korespondentem, a 26 kwietnia 1968 członkiem rzeczywistym Akademii Nauk ZSRR. Od 1976 do 2003 zajmował stanowisko dyrektora Instytutu Fizyki Stosowanej Akademii Nauk ZSRR/RAN, w 2003 został kierownikiem naukowym tego instytutu. W latach 1989–1991 był deputowanym ludowym ZSRR. Napisał ok. 150 publikacji naukowych. Mieszkał w Niżnym Nowogrodzie.

## Odznaczenia i nagrody
- Medal Sierp i Młot Bohatera Pracy Socjalistycznej (6 czerwca 1986)
- Order Lenina (dwukrotnie, 1975 i 1986)
- Order Rewolucji Październikowej (1981)
- Order „Za zasługi dla Ojczyzny” II klasy (2006)
- Order „Za zasługi dla Ojczyzny” III klasy (1999)
- Państwowa Nagroda Federacji Rosyjskiej (2004)
- Nagroda Państwowa ZSRR (dwukrotnie, 1967 i 1983)
- Złoty Medal im. Łomonosowa Rosyjskiej Akademii Nauk (2000)

I inne.